# スティル・ライフ (トーキング)
『スティル・ライフ』（Still Life (Talking)）は、1987年、ゲフィン･レーベルよりリリースされたパット・メセニー・グループのアルバム。
1988年度グラミー賞ベスト･ジャズ・フュージョン・パフォーマンス賞受賞作。
グループがゲフィン・レコードに移っての第1弾。ブラジル音楽の影響を受けたアルバムである。アメリカのBillboard 200では86位、『ビルボード』のコンテンポラリー・ジャズ・アルバム・チャートでは3位に達した。
2006年には現在所属しているノンサッチ・レコードよりリマスター盤が発売されている。

## トラック・リスト
| #         | タイトル                                         | 作詞      | 作曲             | 時間 |
| --------- | ------------------------------------------------ | --------- | ---------------- | ---- |
| 1.        | 「ミヌワノ（68） - "Minuano (Six Eight)"」       |           | メセニー、メイズ | 9:27 |
| 2.        | 「胎動 - "So May It Secretly Begin"」            |           | メセニー         | 6:26 |
| 3.        | 「ラスト・トレイン・ホーム - "Last Train Home"」 |           | メセニー         | 5:41 |
| 4.        | 「トーク - "(It's Just) Talk"」                  |           | メセニー         | 6:17 |
| 5.        | 「サード・ウィンド - "Third Wind"」              |           | メセニー、メイズ | 8:37 |
| 6.        | 「ディスタンス - "Distance"」                    |           | メイズ           | 2:45 |
| 7.        | 「ファミリー - "In Her Family"」                 |           | メセニー         | 3:18 |
| 合計時間: | 合計時間:                                        | 合計時間: | 42:14            |      |

## 参加ミュージシャン
- パット・メセニー (Pat Metheny) - ギターシンセサイザー、アコースティック・ギター、エレクトリック・ギター
- ライル・メイズ (Lyle Mays) - ピアノ、キーボード
- スティーヴ・ロドビー (Steve Rodby) - アコースティック・ベース、エレクトリック・ベース
- ポール・ワーティコ (Paul Wertico) - ドラム
- アーマンド・マーサル (Armando Marçal) - パーカッション、ヴォイス
- マーク・レッドフォード (Mark Ledford) - ヴォイス
- デヴィッド・ブラマイヤーズ (David Blamires) - ヴォイス

## 賞
グラミー賞
| 年   | 受賞者                     | カテゴリー                                             |
| ---- | -------------------------- | ------------------------------------------------------ |
| 1985 | パット・メセニー・グループ | グラミー賞ベスト・ジャズ・フュージョン・パフォーマンス |